# Шликер

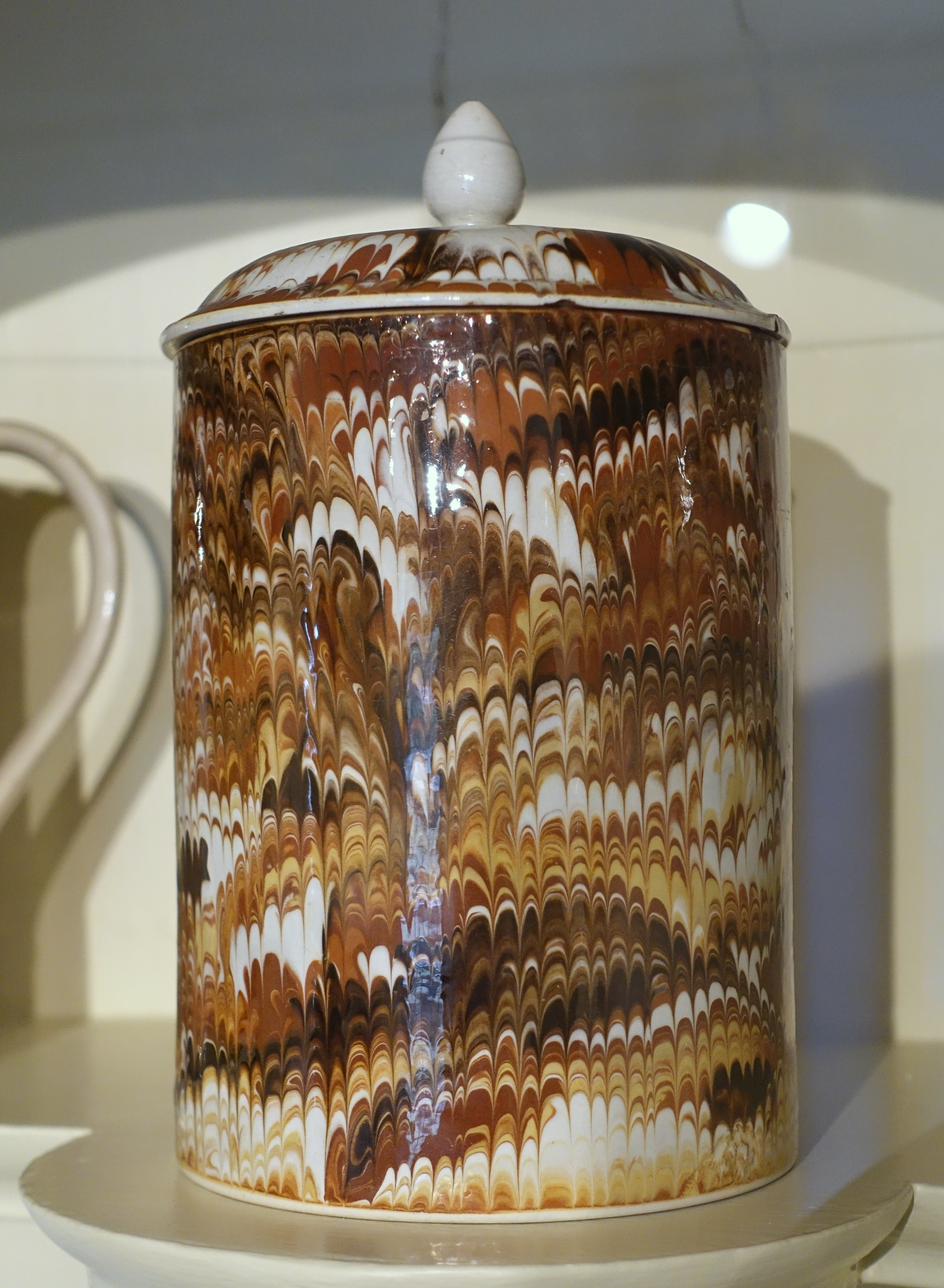
Китайская фарфоровая сахарница, украшенная гребенным шликерным декором.

Шликер (нем. Schlicker) — используемая в производстве фарфора кашицеобразная, мягкая фарфоровая масса, состоящая из смеси каолина, кварцевого порошка и полевого шпата. Смешанная с водой и подкрашенная глина, использовавшаяся в древности для росписи керамики, также называется шликером.
В настоящее время шликером называют водные суспензии составов на основе глины, используемые для формования керамических изделий методом литья в пористые, как правило, гипсовые формы. Типичная влажность шликера для литья фарфора — 30-33 %, для литья фаянсa — 33-37 %, шликеры на основе красножгущихся глин могут иметь влажность и более 40 %. Чем меньше влажность шликера, тем быстрее происходит формирование слоя керамической массы на поверхности гипсовой формы, тем меньше усадка при сушке и деформация изделий. Для приготовления шликера с низкой влажностью в его состав вводят дефлоккулянты (разжижители) — жидкое стекло, кальцинированную соду, углещелочной реагент — в количестве 0,1-0,5 %.